# Инцидент в Руби-Ридж

Дом семьи Уиверов в Руби-Ридж

Ру́би-Ридж (англ. Ruby Ridge) — местность, расположенная в северном Айдахо. 21 августа 1992 года здесь произошёл инцидент с применением огнестрельного оружия, в который были вовлечены: Рэнди Уивер, члены его семьи, друг семьи Уиверов — Кевин Хэррис (англ. Kevin Harris), а также сотрудники Службы маршалов США и ФБР. В результате инцидента погибли жена Уивера Вики и его 14-летний сын Сэмми, а также федеральный маршал США Билл Деган (англ. Bill Degan).
В ходе федерального уголовного судебного процесса над Уивером и Хэррисом, последовавшего за инцидентом в Руби-Ридж, адвокат Уивера — Джерри Спенс (англ. Gerry Spence) — обвинил в нарушении закона все государственные организации, вовлечённые в инцидент: Бюро по контролю над оборотом алкогольных, табачных изделий и огнестрельного оружия; Службу маршалов США; Прокуратуру штата Айдахо; ФБР. По окончании процесса в рамках Министерства юстиции США для рассмотрения обвинений, выдвинутых Спенсом, была создана специальная группа. Отчёт о её работе был завершён 10 июня 1994 года; он затронул ряд вопросов, связанных с деятельностью всех указанных правительственных организаций.

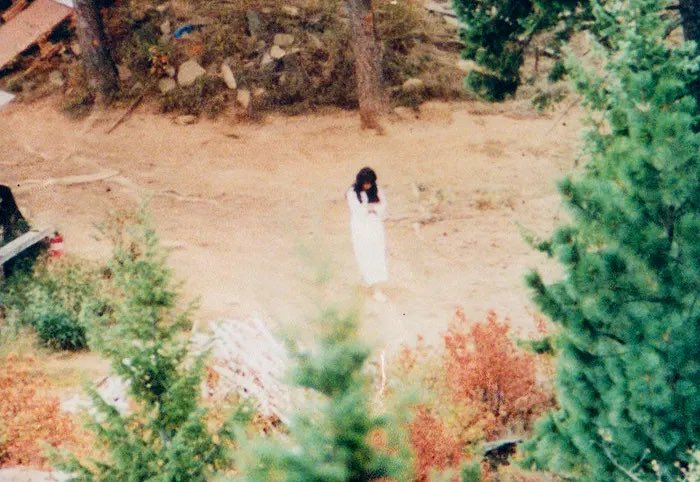
Вики Уивер за день до собственной гибели. Фотография сделана с помощью средств наружного наблюдения Службы маршалов США утром 21 августа

Инцидент в Руби-Ридж, а также осада поместья «Маунт Кармел» в Уэйко, в ходе которой были задействованы те же правоохранительные структуры и даже тот же личный состав, вызвали ряд общественных протестов и привели к активизации т. н. «движения ополчения США». С целью поиска ответа на вопросы, столь взволновавшие общественность, один из подкомитетов (англ. the Senate Subcommittee on Terrorism, Technology and Government Information) Сената США провёл двухнедельные слушания, посвящённые событиям, произошедшим в Руби-Ридж. По результатам слушаний, завершившихся 19 октября 1995 года, был подготовлен доклад, содержащий ряд предложений по осуществлению реформ в федеральном законодательстве, регулирующем деятельность силовых структур. Предложенные реформы были направлены на предотвращение событий, аналогичных случившимся в Руби-Ридж, а также восстановлению общественного доверия к силовым структурам.

## Краткая биография Рэнди и Вики Уивер

### Детство и юность
Рэндалл Клод Уивер (англ. Randall Claude Weaver) родился 3 января 1948 года в семье Кларенса (англ. Clarence) и Уилмы (англ. Wilmа) Уивер — фермеров из г. Виллиска (штат Айова). Кроме Рэндалла в семье росли три девочки. Уиверы были глубоко религиозными людьми, и столкнулись с определёнными сложностями в поисках религиозной конфессии, которая соответствовала бы их взглядам. Они были прихожанами то евангелистской, то пресвитерианской, то баптистской церкви.
Рэнди хорошо учился в школе и занимался различными видами спорта. В возрасте 11 лет он уверовал в Иисуса.
В 1966 году Рэнди окончил школу и поступил в Iowa Central Community College (англ.), где познакомился со студенткой Вики Джордисон (англ. Vicki Jordison). Молодые люди начали встречаться. Вики была на год младше Рэнди. Её детство прошло в г. Форт-Додж, который расположен всего в 50 милях (80 км) от мест, где вырос Уивер. Вики воспитывалась в условиях конфликтующих религиозных учений. Её мать была прихожанкой конгрегационалистской церкви, а отец — мормоном. В детстве Вики нередко была свидетелем того, как отец трактовал современные события, проводя аналогии с библейскими пророчествами.
Вики отлично училась в школе и активно занималась общественной деятельностью. Её младшая сестра Джули позже скажет, что Вики была такой девушкой, которую любили все без исключения. В 1967 году Вики окончила школу и поступила в Iowa Central Community College.

### Служба Рэнди в армии
В октябре 1968 года Рэнди бросил учёбу и пошёл служить в армию. В то время шла война во Вьетнаме и Рэнди хотел сражаться за свою страну.
Уивер зарекомендовал себя образцовым солдатом и вскоре был направлен для прохождения тренинга, необходимого для получения квалификации «зелёного берета». В ходе подготовки кандидаты должны были научиться выживать в жесточайших условиях, имея минимальный запас еды, и быть специалистами по всем видам тактического оружия и взрывчатым веществам. Рэнди успешно прошёл все испытания, ему было присвоено звание сержанта.
Первым местом службы Рэнди Уивера был Форт-Брэгг в Северной Каролине, что весьма разочаровало его. Рэнди недоумевал — какой смысл был в том, чтобы проходить специальную подготовку, если полученные навыки нельзя применить на деле. Его друзья позже вспоминали: Рэнди очень расстраивало то, что тех, кто не хотел воевать, отправляли на фронт, а ему — обученному бойцу — приходилось сидеть в тылу и ничего не делать. Тем временем Вики окончила учёбу в колледже и устроилась на работу в благотворительную организацию United Way.
В 1970 году Рэнди Уивер был поощрён кратковременным отпуском и поехал на родину. Он уже решил для себя как можно скорее уволиться с воинской службы и собирался проинформировать о планах своих родных. Вскоре он повстречался и с Вики, а через несколько недель молодые люди объявили о помолвке.

### Начало семейной жизни
8 октября 1971 года Рэнди Уивер демобилизовался из рядов вооружённых сил США и вернулся домой. Через месяц, в ноябре 1971 года Рэнди и Вики поженились. Церемония бракосочетания состоялась в Первой Конгрегационалистской Церкви (англ. First Congregationalist Church), расположенной в Форт-Додж, штат Айова. В стремлении угодить родителям невесты, для проведения церемонии были приглашены два священника — пастор-конгрегационалист и представитель Реорганизованной Церкви Иисуса Христа Святых последних дней.
После свадьбы молодожёны переехали в город Сидар-Фолс, расположенный к востоку от Форт-Додж. Рэнди начал посещать юридические курсы при Университете Северной Айовы, собираясь в дальнейшем стать агентом ФБР. Однако оплата составляла слишком большую сумму для бюджета молодой семьи, и Рэнди пришлось бросить обучение. Уиверы занялись продажей продукции компании Amway.
В 1973 году Рэнди пошёл работать на завод компании John Deere в окрестностях Сидар-Фолс, а Вики устроилась секретарём в супермаркет. Вскоре они приобрели за $26 тыс. дом в стиле ранчо в Сидар-Фолс. Благодаря хорошим заработкам Рэнди мог покупать новые катера, мотоциклы и спортивные автомобили.
1973 год ознаменовался обострением международной обстановки: Египет оккупировал израильские территории, началась четвёртая арабо-израильская война, повлёкшая эмбарго на торговлю нефтью. Вики и Рэнди расценивали эти события как подтверждение библейских пророчеств и были очень расстроены тем, что ни одна из церквей не готовит своих прихожан к приближающемуся концу света. Вскоре они пришли к выводу, что священники отказываются признавать близящийся апокалипсис.
В марте 1976 года у Рэнди и Вики родилась дочь Сара.

### «Видения» Вики
В 1978 году Вики начинает утверждать, что её посещают «видения», которые, по её мнению, являются «знамениями». В частности, Вики «видит» уединённую горную вершину, которая будет служить убежищем и защитит её семью от зла и апокалипсиса. Кроме того, она «видела», что ей предстоит родить ещё двух детей, которых назовут Сэмюэль и Рэйчел.
Вскоре Уиверы приходят к заключению, что римо-католики и иудеи настолько далеко отклонились от Библии, что стали врагами. Они организовали небольшую группу по изучению Библии, полагая, что та является в буквальном смысле отображением слов Бога, к которому они обращались как к «Яхве». Уиверы и участники группы пользовались только Библией короля Якова, и считали, что все остальные версии перевода искажены язычниками.
Вики и Рэнди полагали, что Библия, хотя и была написана в давние времена, объясняет текущие события, происходящие вокруг них, включая заговор, в который вовлечено правительство США, называемое Уиверами ZOG (Сионистское оккупационное правительство).
Однажды группа читала главу 24-ю Евангелия от Матфея, в которой Иисус говорит об апокалипсисе. Это стало поворотным моментом в жизни Уиверов. Стихи этой главы, в которых говорится про горы как о безопасном убежище, окончательно убедили Вики в том, что её «видения» являются пророческими. Уиверы принимают решение отыскать гору, которую «видит» Вики.
В июле 1978 года у супругов Уиверов рождается второй ребёнок. Мальчика назвали Сэмюэль. Уиверы всё с большей серьёзностью рассматривают идею о переезде. Рэнди начинает запасаться оружием, которое, по его мнению, понадобится для защиты семьи, а Вики интересуется образом жизни амишей и изучает как вести домашнее хозяйство, обеспечивающее всем необходимым для жизни.
В 1982 году в семье Уиверов родился третий ребёнок — Рэйчел. Появление девочки на свет окончательно убедило Вики в том, что её «видения» сбываются.

### Переезд в Руби-Ридж
В августе 1983 года Рэнди и Вики продали своё ранчо за $50 тыс. и переехали на запад, в Монтану, в надежде найти там свой новый дом. Однако, прибыв в Монтану, они обнаружили, что цена на землю там слишком высока, и двинулись дальше, в штат Айдахо.
Прибыв в Айдахо, Рэнди и Вики присмотрели подходящее место, расположенное к юго-западу от городка Боннерс-Ферри, что находится в горном массиве Селкерк. Уиверы приобрели 20 акров (8 гектаров) земли в местности, называемой Руби-Ридж, и начали строить дом. Таким образом, владения Уиверов располагались в северной части штата Айдахо, округ Баундари, недалеко от невключённой общины Нэплэс (англ. Naples).
К марту 1984 года Рэнди сколотил простой деревянный дом, в котором не было ни электричества, ни водопровода, и семья стала жить в горах. Вики занималась домашним обучением детей, вскоре Уиверы подружились со многими своими соседями. Одним из них был 15-летний Кевин Хэррис. Его отец умер, когда мальчику было 2 года, а матери было слишком тяжело воспитывать четверых. Как многие дети из неблагополучных семей, Кевин вскоре оказался на улице, где пристрастился к наркотикам. Рэнди, познакомившись с Кевином, решил спасти его и взял подростка под свою опеку.
Многие из приятелей семьи Уивер придерживались крайних расистских взглядов. Вики и Рэнди частично переняли подобные убеждения. Идеологическая подоплёка была обнаружена Вики в библейских апокрифах, в которых говорится, что представители негроидной расы являются грешниками и «нечистыми людьми».
К концу 1980-х годов многие из знакомых Уиверов перестали приходить в их дом. Некоторые из них обвинили Уиверов в воровстве, а некоторые решили, что им больше не нужны эти бесконечные проповеди.
В 1988 году Рэнди выдвинул свою кандидатуру на должность шерифа округа Баундари, но проиграл выборы, набрав 10 % голосов. Вероятные причины неудачи: ярко выраженные расистские взгляды и неоднократно высказываемое неуважение к местным и федеральным органам власти. В ходе предвыборной кампании Рэнди не раздавал никаких обещаний, однако, одним из его лозунгов был: «выпустите заключённых». Уивер выступал за то, чтобы освободить из мест лишения свободы всех тех, кто отбывал срок за ненасильственные преступления. Подобного рода заявления не остались незамеченными со стороны представителей власти.

## Конфликты с властями

Семья Уиверов (1989 год). Надпись на футболке Рэнди: Just say «NO» to Z.O.G.

Ещё в 1984 году между Рэнди Уивером и его соседом Терри Киннисоном (англ. Terry Kinnison) возник земельный спор на сумму $3 тыс. Впоследствии Киннисон проиграл дело; его обязали выплатить $2,1 тыс. долл. на возмещение ущерба и покрытие судебных расходов. Киннисон отправил ряд писем в ФБР, Секретную службу США и в офис шерифа округа. Эти письма содержали неподтверждённую информацию о том, что Уивер угрожал убить Папу римского, президента США и губернатора штата Айдахо Джона Виктора Эванса.
В январе 1985 года представители ФБР и Секретной службы начали расследование. 12 февраля того же года супруги Уивер были вызваны для встречи, на которой присутствовали два сотрудника Секретной службы, шериф и старший следователь офиса шерифа округа Баундари. Представители Секретной службы заявили, что Рэнди Уивер является членом крайне-правой религиозной организации «Арийские нации» и тайно хранит у себя дома большое количество оружия. Кроме того, сотрудники правоохранительных органов располагали неподтверждённой информацией, полученной от соседа Уиверов, что Рэнди заминировал подъездную дорогу, ведущую к его дому. Ещё один человек сообщил представителям специальных служб США, что Уивер в разговоре упоминал о том, что через два года придёт конец света; его (Уивера) дом будет «находиться под осадой, а затем подвергнется штурму». Уивер всё отрицал; официальные обвинения выдвинуты не были.
В ходе расследования было отмечено, что Уивер контактирует с неким Фрэнком Кумником (англ. Frank Kumnick), который, в свою очередь, связан с членами «Арийских наций». Уивер сообщил следователям, что ни он, ни Кумник не являются членами указанной организации, но Кумник контактирует с представителями радикальной христианской организации «Завет, Клинок, Десница Божья». Также Рэнди Уивер проинформировал сотрудников правоохранительных органов, что отслужил три года армейским инженером в составе Сил специального назначения Армии США «Зелёные Береты». Кроме того, он заявил, что Библия даёт ему право на убийство, если оно будет вызвано необходимостью защитить свою семью, но добавил, что представители федеральных властей могут осмотреть его дом «несмотря на все те слухи, которые циркулируют вокруг него и членов его семьи».

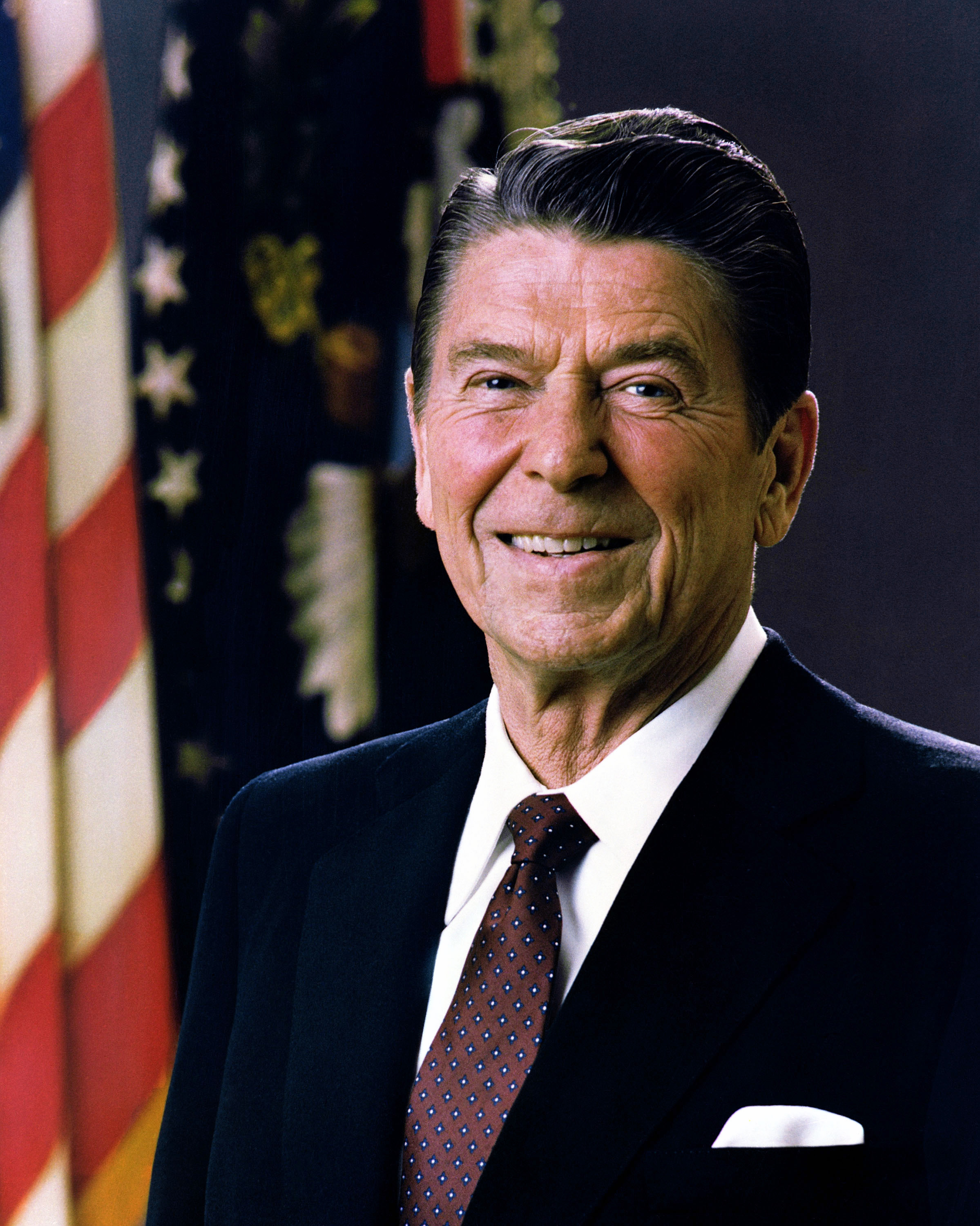
Рональд Рейган — 40-й Президент США

28 февраля 1985 года Рэнди и Вики Уивер подали заверенное под присягой письменное заявление, в котором сообщалось, что их личные враги организовали заговор. Уиверы утверждали, что их недоброжелатели распространяют клеветническую информацию о том, что Рэнди контактирует с членами «Арийских наций», имеет большое количество незаконно хранимого оружия и высказывает угрозы в адрес Президента США и Папы римского. Цель заговора, по словам Уиверов: спровоцировать ФБР на штурм их дома. Уивер высказывал опасение, что его могут арестовать или убить при попытке оказать, в рамках акта самообороны, сопротивление сотрудникам федеральных правоохранительных органов. В своём заявлении Уивер отмечал, что он имеет право на самооборону и защиту своей семьи в случае возникновения физической угрозы.
6 мая 1985 года Рэнди Уивер отправил письмо президенту США Рональду Рейгану, в котором сообщалось, что враги семьи Уивер, возможно, послали президенту подмётное письмо, содержащее угрозы. Уивер приносил извинения за то, что его недоброжелатели пытаются вовлечь президента в свои злонамеренные планы. Доказательств существования подобного письма, содержащего угрозы, обнаружено не было. В тот же день, 6 мая 1985 года, Вики Уивер направила заявление в ближайшее представительство Секретной службы США, в котором она требовала от этой организации принести письменные извинения ей и её супругу.
Федеральное правительство никогда не предъявляло официальных обвинений Уиверу в том, что он высказывает угрозы в адрес президента, губернатора и прочих высокопоставленных лиц.
Первая информация об Уивере поступила в Бюро алкоголя, табака, огнестрельного оружия и взрывчатых веществ (далее — Бюро) в 1986 году, в рамках расследования дела о серии взрывов, произведённых в городе Кер-д’Ален (Айдахо).

### Изготовление и сбыт нелегальных обрезов
В июле 1986 года, во время собрания членов организации «Арийские нации» (которая, по предположению правоохранительных органов, имела отношение к упомянутым взрывам), Рэнди познакомился с информатором по имени Кеннет Фэдли (англ. Kenneth Fadeley), работающим на Бюро. Кеннет Фэдли, в качестве «легенды», сообщил, что его зовут Гас Мэджисоно (англ. Gus Magisono) и он является подпольным торговцем оружием. Уивера на собрание пригласил Фрэнк Кумник, который был основным объектом расследования.
На протяжении следующих трёх лет Уивер несколько раз встречался с Фэдли. В ходе одной из встреч, состоявшейся в сентябре 1989 года, информатор сообщил Уиверу, что распродал весь свой «товар». Уивер предложил свою помощь информатору. Тот согласился и сообщил Рэнди, что ему для продажи нужны обрезы дробовиков. Уивер заявил, что мог бы снабжать информатора 4—5 обрезами в неделю.
24 октября 1989 года Рэнди Уивер передал Кеннету Фэдли два собственноручно изготовленных обреза и получил за них $300. Когда Уивер потребовал причитавшиеся ему, согласно предварительной договорённости, оставшиеся $150, информатор сообщил, что отдаст их при следующей сделке. Аудиозапись встречи была тайно произведена информатором на мини-диктофон.
Следующая встреча Уивера с информатором состоялась 30 ноября 1989 года. Уивер подтвердил свою готовность изготавливать 4—5 обрезов в неделю, а информатор передал ему $100 в счёт погашения долга за состоявшуюся ранее сделку. После этой встречи Герб Байерли (англ. Herb Byerly) — куратор информатора — проинструктировал своего подопечного, чтобы тот более не контактировал с Уивером.

### Попытка Бюро завербовать Уивера
В июне 1990 года Байерли встретился с Уивером и сообщил, что у него с собой имеются фотографии обрезов, которые тот продал информатору, и что длина стволов указанного оружия — меньше нормы, установленной федеральным законом США. Он продемонстрировал фотографии Уиверу, и предложил также прослушать аудиозапись, сделанную информатором, на что Рэнди ответил отказом. Затем Байерли предпринял попытку завербовать Уивера в осведомители и задействовать для сбора информации на «Арийские нации». Уивер отказался, по его словам, «быть стукачом», и в июне 1990 года Бюро выдвинуло обвинение, основанное на упомянутом эпизоде с обрезами.
Уивер отрицал обвинения в изготовлении обрезов, длина стволов которых была меньше, чем разрешённая законом. Он утверждал, что продал информатору дробовики легальной длины, а тот уже укоротил их самостоятельно. 13 декабря 1990 года федеральное Большое жюри признало Уивера виновным в нарушении норм закона, касающихся изготовления и хранения оружия. Кумнику, который также продавал обрезы осведомителю, работающему на Бюро, обвинения предъявлены не были. Байерли объяснил, что в случае обвинения Кумника, под угрозой оказалась бы дальнейшая деятельность информатора.

### Арест Рэнди и Вики Уивер
Получив ордер на арест, сотрудники Бюро оценили степень опасности, которая могла возникнуть в ходе задержания Уивера. Они пришли к заключению, что и для сотрудников Бюро, производящих задержание, и для детей Уивера, сложится небезопасная ситуация в случае, если совершить арест непосредственно в доме Рэнди. С целью его задержания сотрудники Бюро инсценировали поломку автомобиля на дороге неподалёку от дома Уиверов. Когда Рэнди и Вики Уивер остановились, чтобы помочь устранить неисправность, они были арестованы. В процессе задержания Рэнди попытался завладеть оружием одного из сотрудников правоохранительных органов. При обыске в переднем кармане брюк Уивера был обнаружен пистолет; в грузовике Уивера — найдена сумочка Вики, в которой находился револьвер. Позже Рэнди сказал арестовавшим его агентам: «забавный фокус, но больше вы меня так не проведёте».
Рэнди Уиверу предъявили обвинения и сообщили, что дата начала судебного процесса назначена на 19 февраля 1991 года; затем он был выпущен на свободу под залог. 22 января 1991 года судья по делу сообщил юристу Эверетту Хофмайстеру (англ. Everett Hofmeister), что он назначен адвокатом Рэнди Уивера. Хофмайстер совершил несколько безуспешных попыток связаться с Уивером. Уивер, следуя данным ему предписаниям, в этот же день позвонил своему куратору из службы пробации Карлу Ричинсу (англ. Karl Richins). В момент телефонного звонка в распоряжении Ричинса не было материалов дела, поэтому он попросил Уивера оставить номер, по которому он мог бы позвонить, когда получит необходимые документы. По словам Ричинса, Уивер не дал ему номер контактного телефона. Хофмайстер направил Уиверу письма 19 и 31 января, а также 5 февраля, с просьбой связаться с ним.
5 февраля дата начала судебного процесса, в связи с празднованием Президентского дня, была перенесена с 19 на 20 февраля. Сотрудник суда направил сторонам письма, извещающие о переносе даты начала слушаний. Однако, письмо было направлено не напрямую Уиверу, а его адвокату.

### Ошибочная дата начала суда
7 февраля сотрудник службы пробации Ричинс направил Уиверу письмо, в котором он сообщал, что имеет в распоряжении необходимые документы и хочет с ним переговорить. В письме указывалась ошибочная дата начала процесса — 20 марта.
8 февраля Хофмайстер предпринял очередную попытку связаться с Уивером. Он направил ему письмо, в котором сообщал, что ему необходимо срочно встретиться с ним, и что дата начала суда назначена на 20 февраля. Хофмайстер также совершил несколько телефонных звонков людям, которые были знакомы с Уивером, и попросил их, чтобы они передали Рэнди просьбу встретиться с ним. Хофмайстеру так и не удалось переговорить с Уивером до намеченной даты начала судебных слушаний.
20 февраля Уивер не появился в суде, и судья выписал ордер на его арест. 26 февраля в службу пробации позвонил сотрудник газеты Kootenai Valley Times и задал следующий вопрос: Может ли причиной неявки Уивера в суд быть неправильно указанная дата в письме, которое направил Ричинс? Отыскав копию письма, Терренс Хаммель (англ. Terrence Hummel) — старший сотрудник службы пробации США, сообщил судье об ошибочно указанной дате. Также Хаммель проинформировал Службу маршалов США и адвоката Уивера о допущенной ошибке. Судья, тем не менее, отказался аннулировать ордер на арест. Представители Службы маршалов согласились отсрочить арест Уивера до 20 марта; и произвести задержание, если он не явится в суд в этот день. Однако 14 марта федеральная прокуратура США созвала большое жюри, которое пришло к заключению, что Уивер виновен в том, что не явился в суд. С текстом письма, содержащим ошибочную дату, жюри ознакомлено не было.

## Уивер и Служба маршалов США

Официальная эмблема Службы маршалов США

Уивер уже давно не доверял государственным органам, а письмо Ричинса, содержащее ошибочную дату, ещё больше подорвало его доверие и укрепило решение не являться в суд. Сообщения от государственных органов и от его собственного адвоката содержали несогласованную информацию, вызывающую у Уивера подозрения в том, что против него планируется заговор. Сигналы, получаемые Уивером от различных правительственных структур, убедили его в том, что честного суда ждать не стоит.
Уивер, полный недоверия к федеральному правительству, отказался покидать свой особняк. Представители Службы маршалов США предприняли ряд попыток, направленных на то, чтобы убедить Уивера сдаться. С 5 марта по 12 октября 1991 года Уивер, через третьих лиц, вёл переговоры с маршалами США Роном Эвансом (англ. Ron Evans), Уоренном Мэйзом (англ. W. Warren Mays) и Дэвидом Хантом (англ. David Hunt). 12 октября по указанию Рона Эванса переговоры были прекращены. Несмотря на директиву прокуратуры о необходимости проведения всех переговоров через адвоката Уивера, Рэнди отказался разговаривать и не имел с ним никаких контактов. После этого Служба маршалов США приступила к разработке планов по задержанию Уивера.
Хотя маршалы и прекратили вести переговоры, тем не менее, они поддерживали контакт с Уивером. 4 марта 1992 года маршалы Рон Эванс и Джек Клафф (англ. Jack Cluff), выдав себя за потенциальных покупателей, посетили владения Уиверов и переговорили с Рэнди.
27 марта 1992 года операции по задержанию Уивера было присвоено кодовое название «Northern Exposure». Для наблюдения за резиденцией Уиверов были отправлены разведывательные отряды и установлены камеры слежения. Сотрудники Службы маршалов США сообщали, что Уиверы, в ответ на подъезжающий транспорт или приближающихся людей, занимают тактические огневые позиции.

### Оценка степени угрозы
Начиная с января 1991 года Служба маршалов США, оценивая степень угрозы, которую представлял собой Рэнди Уивер, вела аналитическое досье. В 1995 году материалы досье были подвергнуты критике в докладе, подготовленном одним из сенатских подкомитетов:

«Вызывает озабоченность следующее: маршалы, расследовавшие дело Уивера, предварительно узнав о противоречивых фактах, не приняли их во внимание, определяя, кем является Рэнди Уивер, и какого рода угроза может от него исходить. Если маршалы и делали попытки оценить достоверность информации, получаемой ими от различных людей в отношении Уивера, то официально эти оценки не были задокументированы. Вместо того чтобы формировать досье как живой документ, маршалы добавляли новые рапорты к постоянно растущей подборке документов; при этом конечная оценка фактически не менялась. Подобного рода проблемы вызывали сложности для представителей других правоохранительных органов: они не могли произвести объективную оценку дела Уивера, поскольку материалы досье содержали непосредственные сообщения от заинтересованных, контактирующих с Уивером, лиц».— Ruby Ridge: Report of the Subcommittee on Terrorism, Technology and Government Information of the Senate Committee on the Judiciary, 1995
Многие из тех, кто был задействован маршалами в качестве третьей стороны в переговорном процессе — Билл и Джуди Гридер, Алан Джеппсон, Ричард Батлер — представляли собой, по мнению маршалов, ещё более радикально настроенные элементы, чем сами Уиверы. Когда Билла Гридера спросили, почему нельзя просто пойти и поговорить с Уивером, он ответил:

«Дайте-ка я вам поясню. Если я нахожусь на территории моей собственности, и какой-то вооружённый человек приходит, чтобы причинить мне вред, то, вероятно, я пристрелю его».— Jesse Walter, Ruby Ridge, ReganBooks, 2002, p. 132
Позже эти слова Гридера были расценены как свидетельство угрозы, исходящей со стороны Уивера.
Упомянутое досье содержало «краткий психологический портрет, выполненный человеком, который не проводил собеседований непосредственно с объектом, был недостаточно ознакомлен с материалами дела, а Уивера постоянно называл мистер Рэндалл». В докладной записке, подготовленной позже в Департаменте Юстиции США, говорилось:

Предположения федеральных и некоторых местных правоохранительных органов относительно того, что Уивер служил в «зелёных беретах», что он застрелит любого, кто попытается его арестовать, что он собирает определённые виды оружия, что на территории его собственности прорыты подземные ходы и подготовлены ловушки — всё это преувеличивало степень исходящей от него угрозы.

### Стрельба по вертолёту Херальдо Риверы

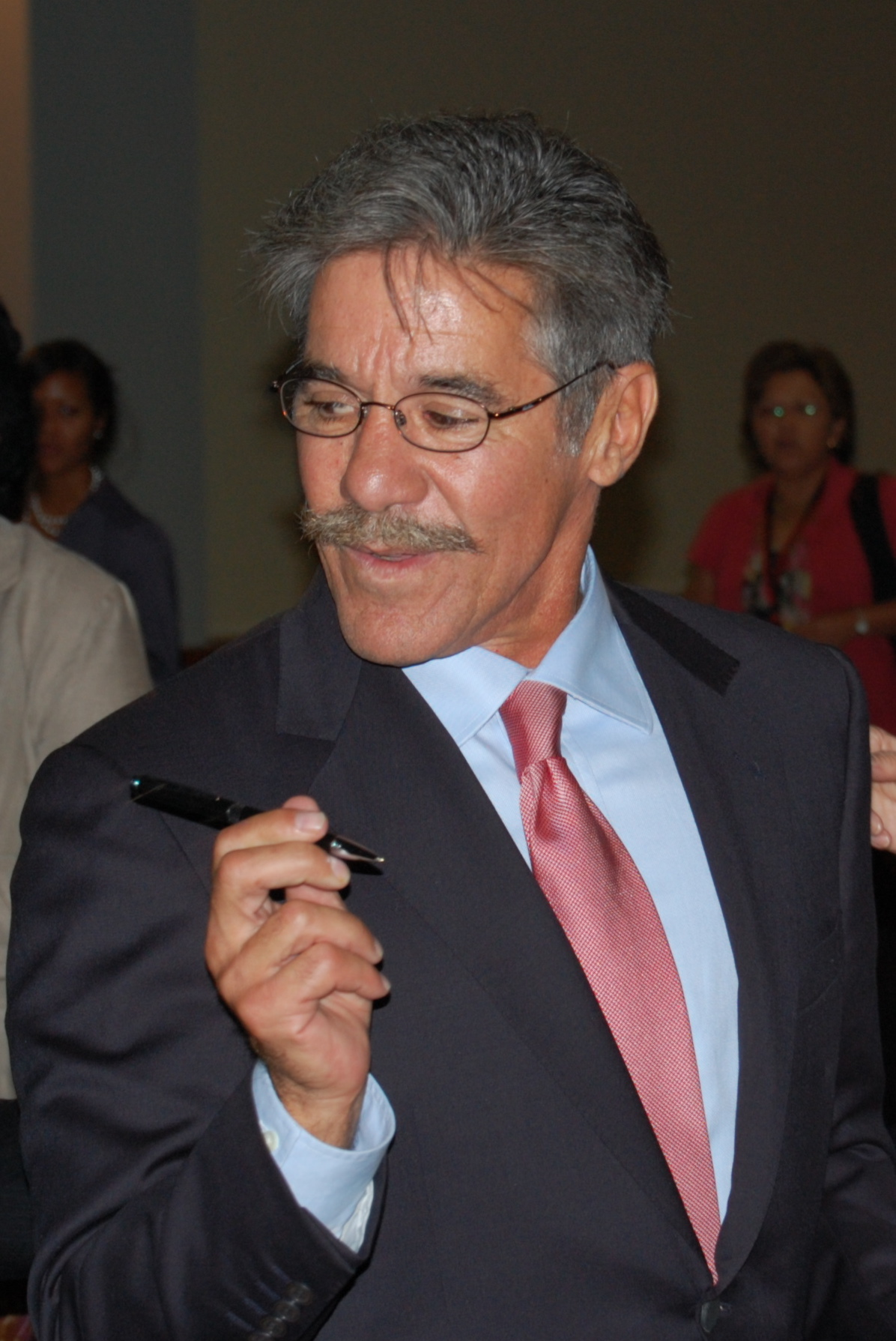
Херальдо Ривера

18 апреля 1992 года в штаб-квартиру Службы маршалов США поступили сообщения от СМИ, что Уивер обстрелял вертолёт, экипаж которого готовил репортаж для телевизионной передачи Херальдо Риверы «Теперь об этом можно рассказать» (англ. Now It Can Be Told). В этот же день одно из подразделений Службы маршалов США занималось установкой камер слежения. В своём рапорте от 18 апреля 1992 года маршал Уоррен Мэйз сообщает, что наблюдал вертолёт над территорией владений Уивера, но не слышал стрельбы. Позже в интервью, данном одному из печатных изданий, Уивер сообщил, что ни он, ни его родственники или друзья, не стреляли по вертолёту в указанный день. Пилот вертолёта Ричард Вайсс (англ. Richard Weiss) заявил ФБР, что Уивер не стрелял по его вертолёту.
Сообщение СМИ о том, что Уивер обстрелял вертолёт Ривьеры, стало одной из предпосылок, используемых маршалом США Уэйном «Дюком» Смитом (англ. Wayne «Duke» Smith) и руководителем подразделения по освобождению заложников ФБР Ричардом Роджерсом (англ. Richard Rogers), в ходе разработки Правил ведения боя (21—22 августа 1992 года). Несмотря на неоднократные заявления пилота о том, что Уивер не стрелял по вертолёту, прокурор Рон Хоуэн (англ. Ron Howen) в качестве улики по делу «Заговор Уивера против федерального правительства» выдвинул утверждение, что Рэнди, Вики и Харри совершили два выстрела по вертолёту Риверы.

## Перестрелка на развилке

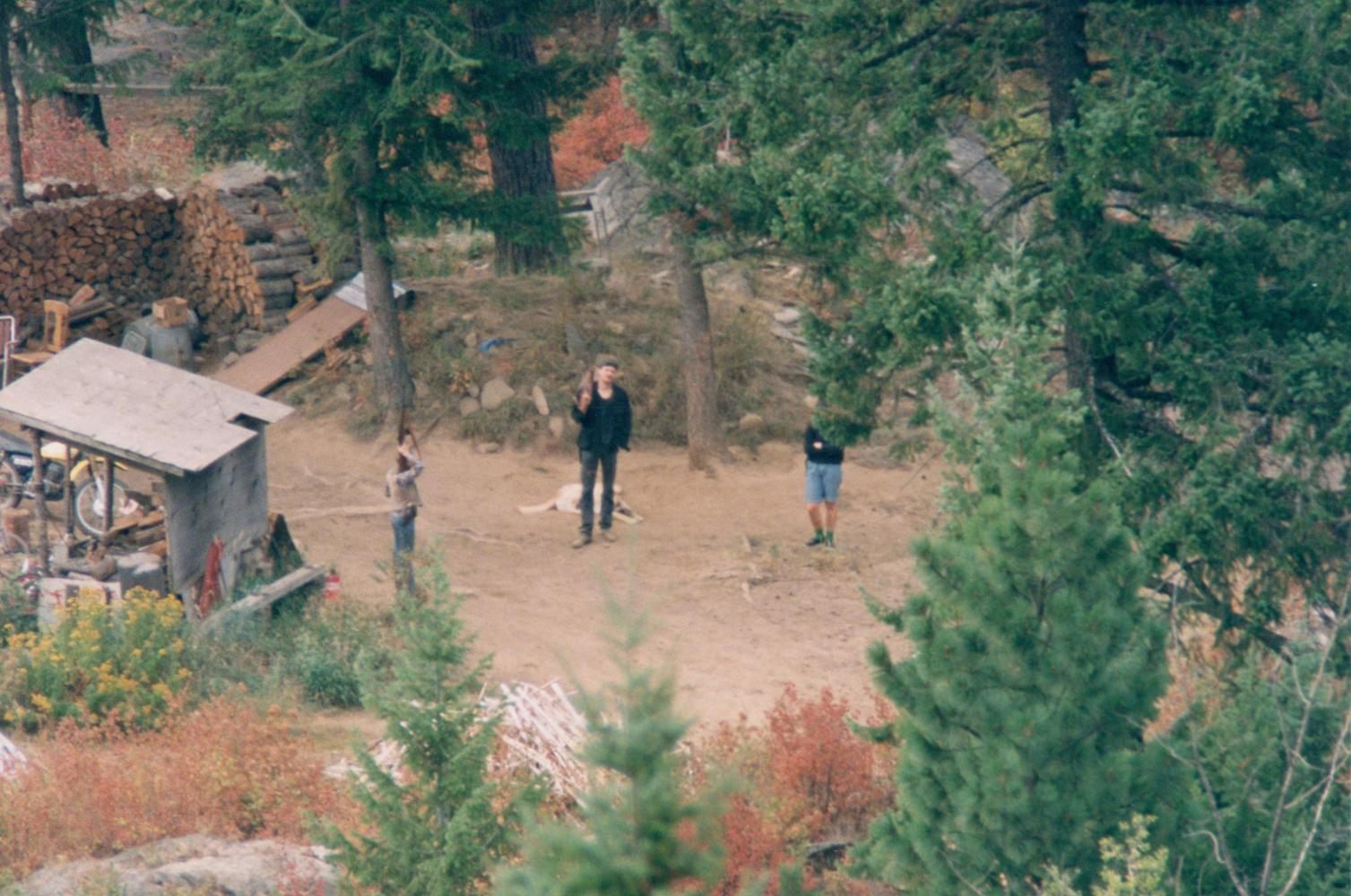
Сэмми Уивер (слева), Кевин Хэррис (в центре) и Сара Уивер (справа) 21 августа 1992 года. Фотография сделана с помощью средств наружного наблюдения Службы маршалов США

21 августа 1992 года шесть сотрудников Службы маршалов США производили разведку с целью определения мест, подходящих для организации засады и задержания Уивера. Маршалы были одеты в камуфляж и вооружены автоматическими винтовками М16. Также в их распоряжении находились очки ночного видения. Маршалы США Арт Родерик, Лэрри Купер и Билл Деган сформировали мобильную разведывательную группу. Маршалы США Дэвид Хант, Фрэнк Норрис и Джозеф Томас организовали наблюдательный пункт к северу от дома Уивера.
Разведывательная группа (Родерик, Купер и Деган), поддерживая связь по радио с наблюдательным пунктом, совершала обход по территории владений Уивера. Для того, чтобы проверить реакцию собак, Родерик бросил два камня в сторону дома Уивера, однако ни собаки, ни люди не отреагировали на шум.
Приблизительно через 15 минут Томас сообщил по радиосвязи, что Уиверы отреагировали на звук приближающегося к дому автотранспорта. Кроме Томаса, никто из маршалов не слышал упомянутых им звуков. Собаки залаяли, из дома начали выбегать люди. Рэнди Уивер выбежал первым. За ним — Кевин Хэррис, Сэмми Уивер, Сара Уивер и Рэйчел Уивер. Вики Уивер осталась в доме. Томас сообщил Родерику, что они несут с собой «оборудование», то есть — вооружены. Вместо того, чтобы в ответ на шум занять привычную оборонительную позицию, Уивер побежал вниз по подъездной дороге. Затем Родерик увидел, что в его сторону бежит большой золотистый лабрадор-ретривер, а за ним — Кевин Хэррис, вооружённый винтовкой.
Несколько дней спустя Сара Уивер под диктовку своего отца запишет следующее:

Утром в пятницу, около 11:30 […] собаки начали лаять, как они это делают обычно в тех случаях, когда незнакомые люди приближаются к подъездной дороге. Рэнди, Кевин и Сэм, прихватив оружие, побежали к скале […] Когда они к ней подбежали, наш пёс Страйкер был возле насосной и лаял в сторону леса. Рэнди, Кевин и Сэм отправились туда, чтобы разобраться. Сэм сказал, что видел как что-то или кто-то побежал на запад, и они последовали за ним. Сэм и Кевин побежали за Страйкером. Рэнди побежал вниз по старой дороге, ведущей на запад.

Я [Рэнди Уивер] не имел предположений — за кем они побежали, но надеялся, что это был олень.
Кевин Хэррис заявил, что, судя по реакции собаки, он пришёл к выводу: поблизости находится большое животное или человек.
21 августа 1992 года Вики Уивер записала в дневнике:

Рэнди, Кевин и Сэм отправились к насосному помещению посмотреть, что побеспокоило нашу собаку. Очевидно, они вынудили убежать слугу Нового мирового порядка[…].
Родерик сообщил Куперу и Дегану, что в их направлении бежит собака и человек, вооружённый винтовкой. Родерик повёл группу в отступление, которое сопровождалось значительным шумом, поскольку маршалам пришлось пробираться через густые заросли деревьев. Родерик отметил, что каждый раз, когда они оборачивались, собака и Хэррис были всё ближе.
Во время отступления разведывательной группы Хант, Норрис и Томас оставались на посту, продолжая наблюдать за домом Уиверов.
Родерик продолжал возглавлять отступающую группу. В 9-10 метрах за ним бежал Деган, а в 10 метрах за Деганом — Купер. Обернувшись в очередной раз, Родерик увидел не только преследовавших их собаку и Хэрриса, но и Сэмми Уивера.
Группа пересекла лесную поляну и вновь вбежала в лес, под укрытие деревьев, двигаясь по направлению к развилке дорог. Купер сказал своим товарищам, что это «бред» — продолжать отступление, и что он не хочет, чтобы его пристрелили в спину. Он предложил остановиться и занять оборонительные позиции; предложение было принято. Группа выбежала из леса на развилку, расположенную в 500 метрах от дома Уивера, и приготовилась к отражению нападения.
Практически в этот же момент маршалы увидели, как по дороге, ведущей к развилке от дома Уивера, приближается Рэнди. По словам Купера, Уивер удивился, когда заметил его. Родерик прокричал Уиверу: «Назад! Я — маршал США!», Купер также прокричал: «Стоять! Я — маршал США!» В ответ Рэнди Уивер выругался и убежал с места событий. Спустя примерно минуту из леса выбежала собака, а за ней — Хэррис и Сэмми; началась перестрелка.

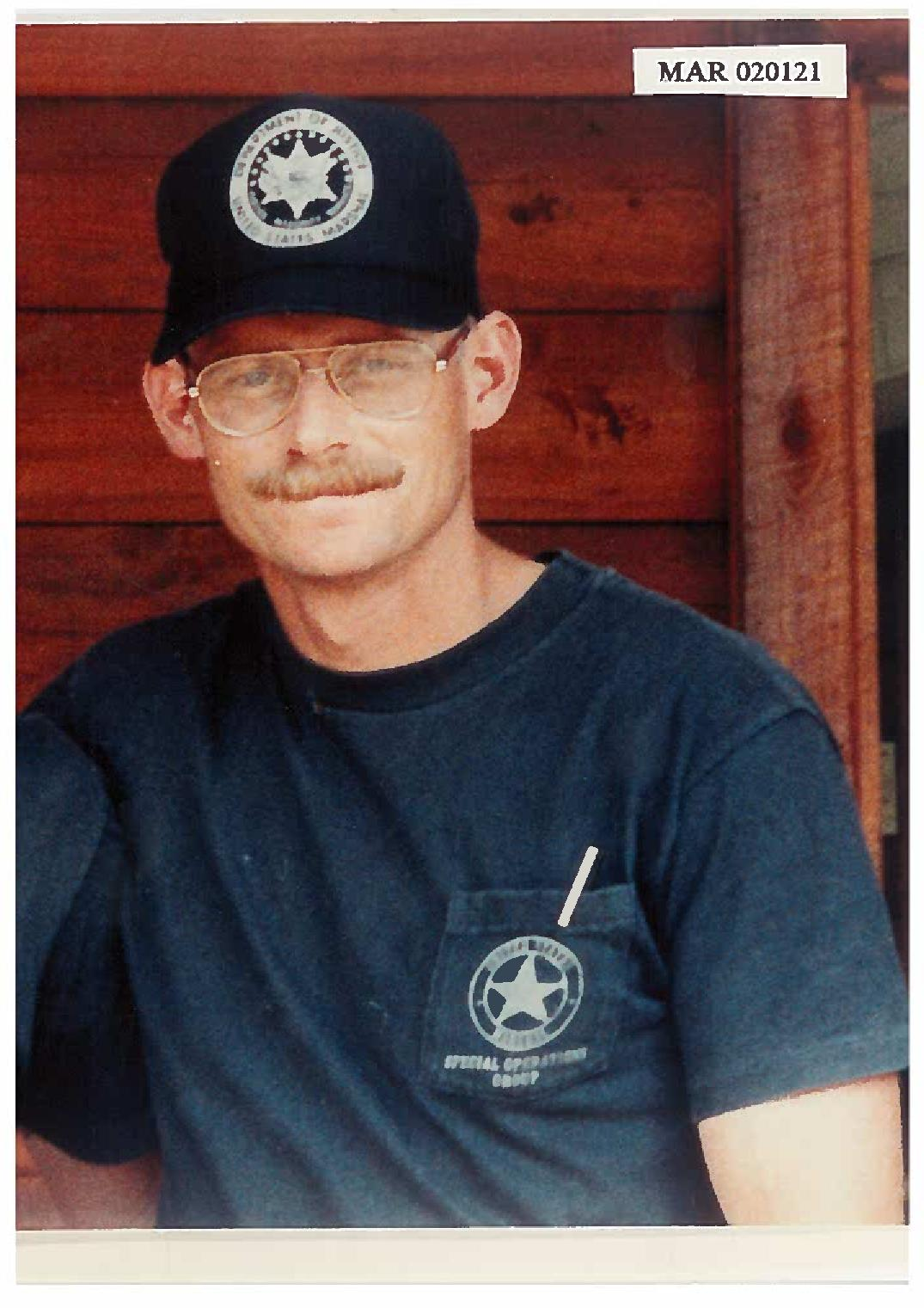
Билл Деган

Свидетельские показания сторон противоречат друг другу в вопросе, кто первым открыл огонь. Однако они сходятся в следующем: маршал США Родерик застрелил собаку Уивера, а Сэмюель Уивер стрелял в Родерика. Сэмюель Уивер, при попытке покинуть место происшествия, был убит выстрелом в спину. Маршал Деган был убит Кевином Хэррисом.
Версия, изложенная маршалами Родериком и Купером, следующая: собака, а за ней — Хэррис и Сэмми, выбегают из леса на развилку. Деган голосом идентифицирует себя как маршала США и приказывает Хэррису остановиться. Хэррис разворачивается и выстрелом убивает Дегана, который не произвёл ещё ни одного выстрела. Затем Родерик делает один выстрел в собаку, Сэмми дважды стреляет в Родерика, Родерик стреляет ещё один раз. Родерик и Купер слышат, что по ним ведётся огонь. Купер стреляет двумя-тремя короткими очередями в Хэрриса и видит, что он упал «как мешок с картошкой». Купер видит, что Сэмми убегает, и по рации сообщает Ханту, что ранил или убил Хэрриса.
Версия событий, изложенная Хэррисом, следующая: собака выбегает из леса, подбегает к Куперу и начинает, играя, прыгать вокруг него. Затем она подбегает к Родерику. Родерик, на глазах у Сэмми, выстрелом убивает собаку. Сэмми называет Родерика «сукиным сыном» и стреляет в него. Деган выходит из-за деревьев, стреляет и ранит в руку Сэмми. Хэррис стреляет, попадает Дегану в грудь, Деган падает. Купер стреляет по Хэррису, который, пригибаясь к земле, ищет укрытие. Купер стреляет снова, попадает в Сэмми, Сэмми падает. Хэррис ведёт стрельбу в двух метрах от Купера, вынуждая его искать укрытие. Купер объявляет, что он — маршал США. Хэррис осматривает тело Сэмми, устанавливает, что он мёртв, и убегает по направлению к дому Уивера.
26 августа 1992 года Сара Уивер под диктовку своего отца записала следующее:

Когда я приблизился к […] развилке, какой-то человек, весь в камуфляже, прокричал: Рэнди, стой! Я тотчас сказал fuck you и начал отходить в сторону дома. Я тут же понял — мы попали в засаду, организованную Сионистским оккупационным правительством/Новым мировым порядком. Я остановился посмотреть — не гонятся ли за мной.

Примерно в то же время я услышал выстрел и визг Страйкера [собаки]. Затем раздались ещё два выстрела, и Страйкер перестал визжать. Я стал кричать Сэму и Кевину, чтобы они возвращались домой, и что Страйкера убили [федералы]. Также, для привлечения внимания, я выстрелил из ружья в воздух, молясь, чтобы это помогло. Я вставил новый патрон, но его заклинило. Я вытащил мой 9-мм пистолет, выстрелил ещё 3-4 раза в воздух, и ещё раз крикнул Сэму, чтобы тот возвращался домой. Сэм ответил: Иду, папа! Тогда я пошёл наверх к дому, выкрикивая, чтобы Сэм и Кевин шли домой. Всё это время я слышал звуки выстрелов, доносящиеся от места засады.
В письме, датированном 26 августа 1992 года, Сара Уивер цитирует Хэрриса:

Мы с Сэмом бежали по лесу за Страйкером до тех пор, пока не вышли на развилку — а там по одной из дорог уже бежит Рэнди. Первым выбежал Страйкер, за ним — Сэм, за ним — я. На дороге был человек в камуфляже, и он застрелил Страйкера. Сэм крикнул: Ты пристрелил Страйкера, сукин ты сын! И они направили оружие на Сэма. Сэм открыл огонь. Я укрылся за пнём, а Сэм побежал по дороге в сторону дома. Кажется, Сэма ранили в правую руку. Эти люди продолжали стрелять в Сэма, поэтому я выстрелил в одного из этих сукиных сынов. Только после того, как они убили Сэма, один из федералов выскочил из леса и заявил, что он — федеральный маршал. Затем федералы забрали своих раненых и ушли. Я пошёл домой и увидел на дороге тело Сэма. Он был убит выстрелом в спину — в этом нет сомнений.
Вещественные доказательства (гильзы, найденные на месте перестрелки), представленные в суде по делу, говорят о следующем:
- Арт Родерик сделал один выстрел из автоматической винтовки М16,
- Сэмми Уивер трижды выстрелил из винтовки Ruger Mini-14,
- Билл Деган совершил 7 выстрелов из М16,
- Лэрри Купер сделал 6 выстрелов из 9-мм пистолета-пулемёта Colt,
- Кевин Хэррис дважды выстрелил из винтовки M1917 Enfield,
- всего было произведено 19 выстрелов.

В заявлении, сделанном во время судебного процесса 1993 года, Лэрри Купер сказал: «Нужно все эти события вложить в несколько секунд… Трудно вспомнить, что произошло в первую очередь». Эксперты по баллистике пришли к заключению, что физические улики не противоречат ни версии защиты, ни версии обвинения о событиях, произошедших в ходе перестрелки. Эксперт Мартин Фэклер (Martin Fackler) подтвердил, что Родерик стрелял по собаке и убил её, Деган ранил Сэмми в правый локоть, Хэррис стрелял по Дегану и убил его, а Купер «возможно» стрелял по Сэмми и убил его. В 1993 году суд принял версию защиты и оправдал Хэрриса, расценив его действия как самооборону. В 1997 году Грег Шпрунгль (Greg Sprungl) — шериф округа Баундари провёл собственный досмотр места перестрелки, а эксперт Люсьен «Люк» Хааг (Lucien «Luke» Haag) подтвердил, что пуля, найденная в ходе досмотра, выпущена из оружия Купера, и что на ней обнаружены волокна той же ткани, из которой была изготовлена рубашка Сэмми.
После окончания перестрелки, маршалы Хант и Томас спустились к ближайшему дому, чтобы вызвать поддержку. Маршалы Норрис, Купер и Родерик остались у тела Дегана на развилке. Рэнди и Вики пришли к развилке и забрали труп Сэма. Рэнди, Вики и Хэррис поместили тело Сэмюеля в сарай, расположенный возле дома Уиверов. Уивер, Вики, их дочери и Хэррис скрылись в доме. В своих дальнейших докладах, отправляемых в Центр по разрешению кризисных ситуаций (г. Вашингтон), маршал Хант сообщает, что звуки стрельбы больше не слышны.

## Осада
Служба маршалов США проинформировала ФБР о том, что был убит федеральный агент, и ФБР направило в Айдахо Подразделение по освобождению заложников. Руководителем операцией был назначен специальный агент Юджин Гленн из представительства ФБР в Солт-Лейк-Сити. Был мобилизован личный состав правоохранительных органов штата Айдахо: полиция; Бюро по контролю над оборотом алкогольных, табачных изделий и огнестрельного оружия; Служба маршалов США; местное отделение ФБР; Пограничная служба, офис шерифа округа. В осаде, которая продлилась 12 дней, были задействованы несколько сотен сотрудников федеральных правоохранительных органов.
21 августа 1992 года распоряжением губернатора штата Айдахо Сесила Эндрюса было введено чрезвычайное положение на территории округа Баундари. Это распоряжение позволяло ФБР использовать оружие, хранящееся на складах Национальной гвардии, и, после некоторой задержки, бронетранспортёры Национальной гвардии.

### «Правила ведения боя в Руби-Ридж»
Правила ведения боя в Руби-Ридж:
- Выстрел на поражение может и должен быть произведён без голосового предупреждения по любому вооружённому совершеннолетнему лицу мужского пола в том случае, если он [выстрел] не несёт опасности для детей.
- Выстрел на поражение может и должен быть произведён по любому вооружённому совершеннолетнему лицу, если он не предпринимает попыток сдаться после того, как объявлена капитуляция.
- Любых животных, представляющих угрозу, и в частности — собак, следует уничтожать.
- Нормы ФБР, регулирующие ведение огня на поражение, применимы, помимо Рэндалла Уивера, Вики Уивер и Кевина Хэрриса, ко всем лицам, чьи действия представляют собой угрозу здоровью и жизни сотрудников правоохранительных органов.

На второй день осады, 22 августа 1992 года, снайперы Подразделения по освобождению заложников заняли боевые позиции. Их задача: обеспечение огневого прикрытия бронетранспортёров, которые должны доставить к дому Уивера команду по ведению переговоров. Перед тем, как отправиться на позиции, снайперы были проинструктированы относительно т. н. «Правил ведения боя», которые, в данном случае, значительным образом отличались от стандартных норм ФБР, регулирующих ведение огня на поражение.
Стандартные нормы ФБР, регулирующие ведение огня на поражение, включают в себя, в частности, следующие положения: «Выстрел на поражение производится в том случае, если агент действует в порядке необходимой самообороны, защищая себя или других, и полагает, что существует серьёзная угроза здоровью или жизни. По возможности перед выстрелом на поражение должно быть произведено голосовое предупреждение».
Сотрудники денверского специального подразделения ФБР SWAT, принимавшие участие в осаде, посчитали, что «Правила ведения боя в Руби-Ридж» являются «сумасшествием», и между собой договорились применять стандартные нормы ФБР, регулирующие ведение огня на поражение. Большинство снайперов Подразделения по освобождению заложников восприняли «Правила ведения боя в Руби-Ридж» как изменённые стандартные нормы ФБР. Например, по словам снайпера Дэйла Монро, эти правила «давали зелёный свет», позволяя вести огонь по любому вооружённому взрослому мужчине. Согласно заявлению снайпера Эдварда Венгера, он мог вести огонь на поражение по вооружённым взрослым, а против всех остальных — использовать стандартные нормы ФБР. Специалист по ведению переговоров, сотрудник ФБР Фред Лэнсли отмечает, что был «удивлён и шокирован», ознакомившись с «Правилами ведения боя в Руби-Ридж». По словам Лэнсли, участвовавшим в более чем 300 операциях по освобождению заложников, «Правила ведения боя в Руби-Ридж» содержали самые жёсткие нормы и противоречили стандартной процедуре, принятой в ФБР.

### Смерть Вики Уивер

Вики и Сара Уивер

Лон Гориучи

Ещё до того, как переговорная команда прибыла к дому Уивера, снайпер Лон Гориучи заметил Рэнди Уивера в момент, когда тот открывал дверь сарая, в котором находился труп его сына и выстрелил, ранив Уивера. Пуля вошла в спину Рэнди и вышла в области его правой подмышки. Позже, во время судебного процесса, снайпер заявил, что целился в позвоночник Уивера, но в последний момент Рэнди изменил своё положение. Затем, когда Уивер, его 16-летняя дочь Сара и Хэррис побежали назад к дому, Гориучи произвёл второй выстрел. В результате произведённого выстрела Хэррис был ранен, а Вики Уивер — стоящая за дверью дома со своей 10-месячной дочерью Элишебой на руках — убита.
В докладе Департамента юстиции США, посвящённом событиям в Руби-Ридж, говорится, что второй выстрел не соответствовал существующим конституционным нормам, определяющим ведение огня на поражение. Также в докладе отмечается, что поскольку Хэррис, Рэнди и Сара Уивер бежали к дому, не отстреливаясь, то они не представляли собой угрозу. Поэтому то, что перед выстрелом не было произведено голосовое предупреждение, является «непростительным» нарушением. Снайпер Лон Гориучи обвинялся в том, что он стрелял через дверь, не убедившись в отсутствии за ней кого-либо.

### Повторная оценка оперативной обстановки

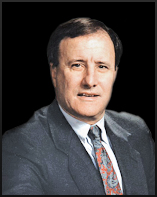
Дэнни Коулсон

На основании информации, полученной от маршалов Ханта, Купера и Родерика относительно событий, произошедших 21 августа 1992 года, руководители операции приняли решение произвести повторную оценку сложившейся ситуации. Заместитель директора ФБР Дэнни Коулсон в памятной записке № OPR 004477, датированной 24 августа 1992 года, отметил следующее
Принять во внимание:
1. Обвинения против Уивера — чушь.
2. Никто не видел, чтобы Уивер стрелял.
3. Против Вики обвинений нет.
4. Уивер оборонялся. Он побежал вниз по склону посмотреть, почему лает собака. Какие-то люди в камуфляже убили его пса. Начинают стрелять в него. Убили его сына. [В Дегана] стрелял Хэррис. Ему [Уиверу] нечего предъявить.

26 августа 1992 года «Правила ведения боя в Руби-Ридж», действующие с момента прибытия Подразделения по освобождению заложников, были упразднены.

### Агрессивные методы

Официальная эмблема ФБР

В воскресенье утром 23 августа 1992 года командир Подразделения по освобождению заложников Ричард Роджерс в сопровождении своих бойцов подъехал на БТР к дому Уиверов. Роджерс объявил в мегафон, что у него имеется ордер на арест Рэнди Уивера и Кевина Хэрриса. После этого он предложил Рэнди, чтобы тот, для ведения переговоров, воспользовался специальным телефонным аппаратом. В ответ Рэнди выкрикнул: «Убирайтесь на**й отсюда!» и добавил что-то нечленораздельное. Тогда Роджерс сделал ультимативное заявление, заключавшееся в следующем: если Рэнди и Хэррис не сдадутся, то дом будет разрушен.
Вечером того же дня несколько БТРов начали разрушать нежилые помещения, в частности — сарай и резервуары для воды. В ходе разрушения сарая сотрудники правоохранительных органов обнаружили тело Сэмми Уивера. Позже представители федеральных органов власти заявили, что не знали о смерти мальчика до тех пор, пока «внезапно» не обнаружили его труп. По утверждениям властей, они предположили, что это Рэнди начал убивать собственных детей.
Обнаружение трупа Сэмми привело к применению более агрессивной тактики. Все нежилые помещения разрушили, а на дом Уиверов были направлены мощные прожекторы, свет от которых был настолько ярким, что его видели за пару километров от места событий. Как только прожекторы были включены, Рэнди выкрикнул из-за закрытой двери: «Вы убили мою чёртову жену!». Элишеба заплакала, а Хэррис стал умолять Рэнди, чтобы тот из сострадания пристрелил его — настолько сильна была боль от полученного ранения.
Психологическая обстановка ухудшилась на следующий день. «Доброе утро, миссис Уивер», — прокричал Фред Лэнсли, руководитель переговорной группы ФБР. «У нас были блинчики на завтрак. А чем позавтракали вы? Может выпустите детей, чтобы они тоже покушали блинчиков, миссис Уивер?» — предложил Лэнсли.
Телефон, оставленный возле дома, звонил каждые 15 минут, а Лэнсли выкрикивал в мегафон, что если они не сдадутся, то им всем придётся умереть.
Вскоре было принято решение использовать робота, оборудованного дробовиком, который доставил бы телефонный аппарат в дом, пробив входную дверь. Рэнди был убеждён, что робот применит слезоточивый газ и выкрикнул, что будет стрелять по нему. После этого заявления, сотрудники ФБР отвели робота от дома, и за дело снова взялся представитель переговорной команды. «Вики, как твоя малышка?», — спросил он, — «Дай мне знать, если я могу что-то сделать для неё.»

### Переговоры
В пятницу 28 августа 1992 года ФБР связалось с полковником Бо Грайцем (Bo Gritz) в надежде, что он сможет посодействовать проведению переговоров с семьёй Уивера.
Ричард Роджерс, руководитель Подразделения по освобождению заложников, проинформировал Грайца о том, что если переговоры ни к чему не приведут, то в понедельник начнётся штурм. Около 17:00 Грайц был возле дома семьи Уиверов. Рэнди, зная, кем является Бо Грайц и считая его настоящим Рэмбо, согласился поговорить с полковником и сообщил ему, что он и дочери уже возненавидели руководителя переговорной команды ФБР Фреда Лэнсли из-за его замечаний в адрес Вики и вопросов, что они ели на завтрак.
Узнав, что Кевин и Рэнди ранены, полковник Грайц предложил посодействовать в оказании им медицинской помощи. Тем не менее, Рэнди отказался, заявив, что не выйдет из дома ни при каких обстоятельствах.
В субботу 29 августа переговоры продолжились. В результате Рэнди разрешил полковнику войти в дом. Как только Грайц открыл дверь, он тут же почувствовал запах трупного разложения. Прошло около недели со дня гибели Вики, чьё тело лежало на полу кухни, частично скрытое под столом. Грайц сказал Рэнди, что труп следует убрать, а Уивер и Хэррис должны сдаться, поскольку им необходима медицинская помощь. Рэнди, убеждённый в том, что правоохранительные органы уничтожат его, отказался покинуть дом, но согласился, чтобы унесли труп Вики.

### Капитуляция
В воскресенье 30 августа Бо Грайц вернулся в дом Уиверов, прихватив с собой пакет для транспортировки тела Вики. При себе Грайц имел радиопередающее устройство — таким образом, руководители операции могли слушать проводимые переговоры. Вскоре Рэнди, Грайц и приятельница Уиверов Джеки Браун вынесли из дома тело Вики и поместили его в транспортное средство с целью перевозки на командный пункт. После этого Джеки Браун вернулась в дом и начала смывать остатки крови с пола. Позже женщина сообщила, что занялась уборкой, поскольку не хотела, чтобы девочки сами «смывали кровь своей матери».
В ведении переговоров Грайцу помогал Джеральд Макламб, бывший полицейский из Финикса (штат Аризона). Оба переговорщика сосредоточили своё внимание на том, что Рэнди и Кевину необходима медицинская помощь. Кевин Хэррис к тому времени пребывал в тяжёлом физическом и психологическом состоянии; он уже перестал бороться за жизнь. Рэнди не хотел, чтобы друг умер на его глазах, и поэтому согласился с тем, что Кевин должен сдаться. После непродолжительных переговоров Грайц и Макламб вынесли Кевина из дома и поместили его в БТР, который отвёз его для прохождения медицинского обследования. Решив не давить на Рэнди, Грайц и Макламб покинули дом, пообещав, что вернутся на следующий день.
В понедельник 31 августа Грайц и Макламб вернулись в дом Рэнди. Помня о том, что в случае неудачи начнётся штурм здания, который может повлечь за собой смерть Уивера и его детей, переговорщики усилили давление на Рэнди.
Перед тем, как отправиться к Рэнди, полковник Грайц переговорил с Джерри Спенсом, адвокатом из Вайоминга, известным тем, что за всю свою практику тот не проиграл (по его словам) ни одного дела и выиграл ряд многомиллионных исков. После того, как Грайц обрисовал обстановку, Спенс без колебаний согласился представлять интересы семьи Уиверов в суде. Кроме того, Грайцу удалось получить от Генеральной прокуратуры США письменные заверения в том, что Рэнди будет позволено представить перед Большим Жюри свою версию событий.
Когда Грайц сообщил Рэнди о договорённости со Спенсом и о гарантиях Генпрокуратуры, Уивер задумался о возможности капитуляции. Дети, видя, что отец готов принять драматическое решение, начали упрашивать его не сдаваться в руки Сионистского оккупационного правительства. Однако Рэнди чувствовал, что не сможет выдержать осаду. После непродолжительных переговоров с дочерьми Рэнди Уивер принял решение капитулировать и, в сопровождении девочек и Бо Грайца, вышел из дома.
Рэнди Уивер был тут же арестован, а его дочери — переданы под опеку родственников (хотя и рассматривался вопрос об обвинении 16-летней Сары Уивер).

## Последствия и связанные события

Семейное фото Уиверов, слева направо: Сара, Элишеба, Рэнди, Рэйчел.

Рэнди Уивер был оправдан по всем пунктам обвинения за исключением двух: неявка в суд и нарушение условий освобождения под залог. Он был приговорён к 1,5 годам лишения свободы и штрафу в размере $10 тыс. Кевин Хэррис был оправдан по всем пунктам обвинения. Позднее его вновь обвинили в убийстве первой степени маршала США Билла Дегана. Обвинения были сняты на основании того, что Хэррис был признан федеральным уголовным судом невиновным по этому же делу ещё в 1993 году.
В 1993 году адвокаты Рэнди Уивера и Кевина Хэрриса подали иск, в котором обвинили в нарушении закона сотрудников Бюро по контролю над оборотом алкогольных, табачных изделий и огнестрельного оружия, Службы маршалов США и ФБР. Департамент юстиции США провёл служебное расследование и подготовил 542-страничный доклад, предметом которого были события, произошедшие в Руби-Ридж. Доклад не был официально опубликован, однако, его отредактированная версия циркулировала в информационном юридическом сервисе Lexis Counsel Connect.
Оставшиеся в живых члены семьи Уивера подали исковое заявление, обвинив сотрудников правоохранительных органов в совершении действий, вызвавших смерть Сэмми и Вики Уивер. Чтобы избежать судебных разбирательств, федеральное правительство США в августе 1995 года выплатило Рэнди Уиверу $100 тыс., и по $1 млн каждой из его дочерей. Адвокат Кевина Хэрриса подал иск о возмещении ущерба его клиенту. Хотя федеральные власти утверждали, что не будут платить человеку, убившему маршала США, в сентябре 2000 года, правительство выплатило Хэррису компенсацию в размере $380 тыс.

Обложка книги The Federal Siege at Ruby Ridge

В результате инцидента, случившегося в Руби-Ридж, и осады поместья «Маунт Кармел», имевшей место годом позже, возник ряд вопросов, взволновавших общественность. С целью поиска ответа на эти вопросы, один из подкомитетов (англ. the Senate Subcommittee on Terrorism, Technology and Government Information) Сената США в октябре 1995 года провёл двухнедельные слушания, посвящённые событиям, произошедшим в Руби-Ридж. По результатам слушаний была подтверждена значительная часть критической информации, изложенной в докладе Департамента юстиции США от 10 июня 1995 года.
И доклад Департамента юстиции (1994), и доклад подкомитета Сената (1995) подвергли критике «Правила ведения боя в Руби-Ридж» и признали их несоответствующими конституционным нормам.
В 1997 году Дэниз Вудбёри, прокурор округа Баундари, предъявил снайперу ФБР Лону Гориучи обвинение в непредумышленном убийстве. Гориучи подал ходатайство о переносе рассмотрения дела в федеральный суд. Ходатайство было удовлетворено, и в мае 1998 года федеральный судья США Эдвард Лодж закрыл дело на основании конституционных норм, которые обеспечивают юридический иммунитет федеральных агентов, действующих в рамках своих служебных обязанностей.
По результатам расследования событий, произошедших в Руби-Ридж, директор ФБР Луис Фри вынес дисциплинарные взыскания 12 своим подчинённым. В ходе сенатских слушаний он отметил, что в ходе инцидента имело место «избыточность действий правоохранительных органов», и заявил, что «реакция правоохранительных органов была неадекватной».
19 и 21 мая 1996 года по телеканалу CBS был показан мини-сериал под названием «Руби-Ридж: американская трагедия» (англ. Ruby Ridge: An American Tragedy). Сериал снят по книге «Преклонится всякое колено» (англ. Every Knee Shall Bow), написанной журналистом Джессом Уолтером (Jess Walter). Роль Вики Уивер исполнила Лора Дерн, в роли Сары Уивер — Кирстен Данст, в роли Рэндалла — Рэнди Куэйд. В том же году серии смонтировали в полнометражный художественный фильм, вышедший на экраны под названием The Siege at Ruby Ridge (Осада Руби-Ридж).
В 1998 году Рэнди и Сара Уивер написали книгу, которая была опубликована под названием «Федеральная осада Руби-Ридж» (англ. The Federal Siege at Ruby Ridge).
Тимоти Маквей указывал, что к организации взрыва административного здания в Оклахома-Сити его побудили события, произошедшие в Руби-Ридж и Уэйко.